# Lucifer (banda dos Países Baixos)
Lucifer foi uma banda pop holandesa formada em 1972. A canção "House for Sale" foi o maior sucesso da banda, alcançando a posição #4 nos Países Baixos. Outros sucessos foram "I Can See the Sun in Late December" e "Selfpity" (#10 e #16 respectivamente, nos Países Baixos).

## Atividades e composição original
A banda era composta por um trio masculino do qual fazia parte o baterista Henny Huisman e pela vocalista e organista Margriet Eshuijs (também integravam a banda o baixista Dick Buijsman e o cantor e  percussionista Julio Wilson); apresentavam-se em clubes noturnos da Alemanha e em navios até que foram descobertos pela gravadora EMI, que fez do hit "Open Book" tornar-se sucesso mundial, embora na Holanda ainda fossem desconhecidos.
Em 1975 lançaram o primeiro LP, House for Sale que, contudo, ficou três meses sem qualquer resultado, até que participaram de um concurso na televisão inglesa e, em Londres, venceram a competição contra um mágico e um comediante. Esta participação, seguida por outras, levaram o grupo a emplacar vários singles nas rádios e a ampliar lentamente seu público